# Kocia Łapa
Kocia Łapa (1182 m) – kopiaste wzniesienie w Paśmie Policy, które w regionalizacji fizycznogeograficznej Polski według Jerzego Kondrackiego Pasmo Policy należy do Beskidu Żywieckiego, w nowszej regionalizacji z 2018 roku do Beskidu Żywiecko-Orawskiego. Kocia Łapa znajduje się między Kucałową Przełęczą (1170 m) a Jasną Grapą (1247 m). Na poziomicowej wersji mapy Geoportalu wzniesienie jest opisane jako Jasna Góra. Wierzchołkowa platforma i część stoków jest trawiasta, wchodzi w skład Hali Kucałowej, dzięki czemu Kocia Łapa jest dobrym punktem widokowym w kierunku zachodnim, północno-zachodnim i wschodnim. Panorama widokowa obejmuje szczyt Policy, Pasmo Jałowieckie, Beskid Śląski, Beskid Mały i pobliski grzbiet Okrąglicy. Północne stoki opadają w widły źródłowych cieków potoku Skawica Sołtysia i podcięte są urwiskiem zwanym Łysiną. Porasta je Las za Łysiną. Na stokach południowo-wschodnich znajduje się schronisko PTTK na Hali Krupowej i spływa z nich jeden ze źródłowych cieków potoku Zakulawka.
Przez Kocią Łapę biegnie granica między miejscowościami Skawica (stok północny) i Sidzina (stok południowy) – obydwie w województwie małopolskim, powiecie suskim. Prowadzą przez nią także dwa znakowane szlaki turystyki pieszej.

## Szlaki turystyczne
Główny Szlak Beskidzki: Przełęcz Krowiarki – Polica – Kucałowa Przełęcz – Bystra Podhalańska:
- z Krowiarek na Kucałową Przełęcz: 2:50 h, ↓ 2:40 h
- z Bystrej na Kucałową Przełęcz: 4:05 h, ↓ 3:30 h

 Zawoja Centrum – Sidzina:
- z Zawoi na Kucałową Przełęcz: 3:20 h, ↓  3:35 h
- z Sidziny – Dom Dziecka na Kucałową Przełęcz: 2:25 h, ↓  2 h